# Jens Lange (godsejer)
 Der er flere personer med dette navn, se Jens Lange.
Jens Lange (7. november 1707 på Sorø Ladegård – 9. juli 1790) var en dansk godsejer.
Han var født på Sorø Ladegård, hvor hans fader, Johan Lange, var forpagter. Efter i adskillige år at have været forvalter hos Johan Lehn på Hvidkilde, afkøbte han denne 1736 for 14.000 rigsdaler Rødkilde hovedgård med ca. 200 tønder hartkorn bøndergods. Med stor energi tog Lange fat på den opgave at forbedre den slet drevne gård; han samlede jorderne, hegnede dem med stengærder og indførte som den første på Fyn femvangsdriften i stedet for den tidligere anvendte udpinende trevangsdrift. Hans næste skridt var at udskifte Ulbølle by, der næsten udelukkende tilhørte ham, af fællesskabet med fire andre byer og udflytte gårdene. De anskuelser, der havde været de ledende for ham, fremsatte han i et 1765 udkommet skrift: Tanker om Landvæsenets bedste Indretning, hvori han viste sig som en erfaren landmand, men som en godsejer af den gamle skole i sine betragtninger over de sociale forhold.
Thi mod sine undergivne var han en såre fordringsfuld og hård herre; han udstrakte hoveripligten til dens yderste grænser og var selv tidlig og silde på færde for at holde bønderne i ave, ja pryglede dem egenhændigt, når intet andet hjalp; "han løber om blandt folkene som en løve, og Gud bedre den, hans kløer få fat i", skriver en bonde. Da Ulbølles gårdmænd var lige så stridbare som Lange, er det ikke så underligt, at den gensidige uvilje satte frugt i en mangeårig retssag angående erstatning for forskellige overgreb, som Lange formentlig havde gjort sig skyldig i; men da bønderne på mange måder optrådte på ulovlig vis over for deres herskab, endte processen med, at adskillige af dem kom i tugthuset, medens de fik ret i enkelte af deres besværinger.
Imidlertid blev Lange, der 1758 var udnævnt til justitsråd, en rig mand; 1768 tilkøbte han sig Flintholm og 1775 Løjtved, han anlagde teglværk, stivelse- og pudderfabrik samt et udskibningssted; men inden sin død, 9. juli 1790, solgte han godserne til sine sønner.
Gift 1740 med Maren Tønder (23. april 1715 – 7. juni 1756), datter af præsten Ole Olsen Tønder i Meldalen.